# Palmovníkovití
Palmovníkovití (Ptiliogonatidae) představují čeleď pěvců, která se vyskytuje ve Střední Americe a na jihu Severní Ameriky.

## Systematika
Za popisnou autoritu čeledi Ptiliogonatidae je pokládán americký přírodovědec Spencer Fullerton Baird (1858). Tento nepočetný taxon zahrnuje pouze tři rody a čtyři recentní druhy, všechny nesou rodové jméno palmovník:
- Phainopepla Baird, 1858
  - Phainopepla nitens (Swainson, 1838) – palmovník tmavý
- Phainoptila Salvin, 1877
  - Phainoptila melanoxantha Salvin, 1877 – palmovník žlutoboký
- Ptiliogonys Swainson, 1827
  - Ptiliogonys caudatus Cabanis, 1861 – palmovník dlouhoocasý
  - Ptiliogonys cinereus Swainson, 1827 – palmovník šedý

V některých starších zdrojích mohou být zástupci palmovníkovitých sdružováni v rámci čeledi brkoslavovití (Bombycillidae). Na základě výsledků molekulární fylogenetiky je čeleď Ptiliogonatidae spřízněna zvláště s brkoslavovitými, brkoslavcovitými (Dulidae) a vyhynulou čeledí Mohoidae, endemitní na Havajských ostrovech.

## Popis
Palmovníkovití představují středně velké pěvce s dlouhým ocasem a zaoblenými křídly. Opeření je šedé, hnědé nebo leskle černé, často s podílem kontrastní bílé nebo žluté. Samci bývají pestřejší než samice. Hlava je středně velká, s krátkým a tlustým krkem a krátkým, rovným a zploštělým zobákem. Většina druhů má na základně zobáku krátké štětiny. Pro palmovníky je rovněž charakteristická nápadná chocholka na hlavě. Končetiny jsou krátké, chodidla malá, postoj vzpřímený.

## Ekologie a chování

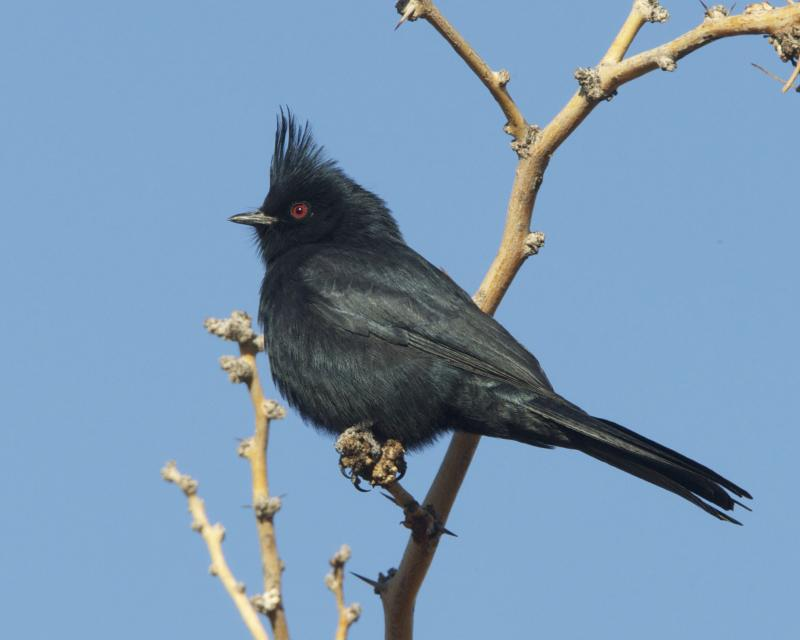
Palmovník tmavý

Většina palmovníků žije v horských lesích, ale palmovník tmavý obývá i sušší stanoviště Mexika a jihozápadu USA. Jídelníček těchto ptáků tvoří především ovoce a hmyz, přičemž palmovník žlutoboký se živí takřka výhradně ovocem. V chladném období, kdy je hmyzu nedostatek, se palmovník tmavý přiživuje i relativně nevýživnými bobulemi „pouštního jmelí“ Phoradendron californicum. Při lovu tito ptáci vyčkávají na bidýlku, hmyz ve své blízkosti chytají přímo za letu.
Palmovníkovití představují monogamní ptáky. Otevřené baňaté hnízdo si staví z větviček a dalšího rostlinného materiálu, ve vlhkých tropických oblastech jej maskují mechy či lišejníky. Snůšku obvykle tvoří dvě vejce, u palmovníka tmavého až čtyři. Inkubační doba činí asi dva týdny v případě palmovníka tmavého, u něhož inkubují obě pohlaví; resp. 16 až 17 dní v případě palmovníka dlouhoocasého, u něhož inkubuje pouze samice. O mláďata následně pečují oba rodiče. Mláďata palmovníka tmavého se opeří za asi 20 dní, u palmovníka dlouhoocasého za 24 až 25 dní. V případě palmovníka šedého a žlutobokého není o hnízdění známo dostatečné množství informací.